# Lako je sve

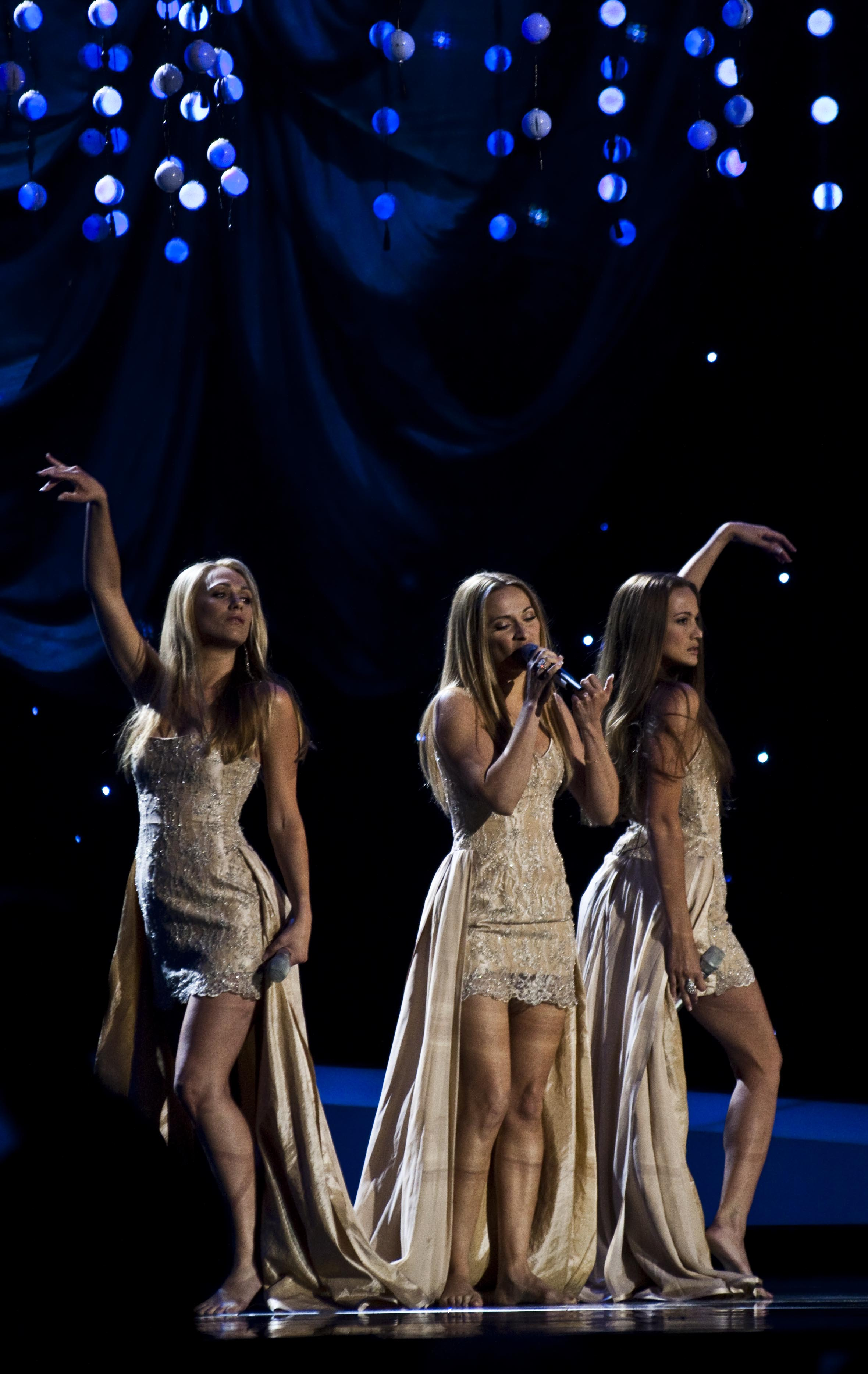
Feminnem podczas półfinału 55. Konkursu Piosenki Eurowizji

Lako je sve – utwór chorwackiego girls bandu Feminnem, który został wydany w 2010 roku oraz umieszczony na drugiej płycie studyjnej grupy zatytułowanej Easy to See. Piosenkę napisali Branimir Mihaljević (muzyka), Neda Parmać i Pamela Ramljak (tekst).
W 2010 roku utwór został zakwalifikowany do stawki chorwackich eliminacji eurowizyjnych Dora 2010. 6 marca został zaprezentowany w finale selekcji. Zdobył w nim największą liczbę 32 punktów w głosowaniu jurorów i telewidzów, dzięki czemu zajął pierwsze miejsce, zostając tym samym utworem reprezentującym Chorwację w 55. Konkursie Piosenki Eurowizji organizowanym w Oslo. 27 maja został wykonany w drugim półfinale konkursu i zajął w nim trzynaste miejsce z 33 punktami na koncie, przez co nie awansował do finału.
W 2010 roku w serwisie YouTube premierę miał oficjalny teledysk do utworu.

## Lista utworów
CD single
1. „Lako je sve” – 3:01
2. „Easy to See” (English Version) – 3:03
3. „Semplice” (Italian Version) – 3:03
4. „Ljehko wsioj” (Russian Version) – 3:03
5. „Lako je sve” (Instrumental Version) – 3:03
6. „Lako je sve” (Karaoke Version) – 3:03
7. Oficjalny teledysk do utworu „Lako je sve”

## Notowania na listach przebojów
| Kraj      | Lista (2010)          | Miejsce |
| --------- | --------------------- | ------- |
| Chorwacja | Croatian Top 20 Chart | 8       |